# فيصل بوليفة
فيصل بوليفة (Fyzal Boulifa) (مواليد عام 1985، بمدينة ليستر بالمملكة المتحدة)، هو مُخرج سينمائي وكاتب سيناريو بريطاني من أصول مغربية يعيش بين لندن وباريس وطنجة. حاز فيلميه القصيرين” اللعنة“ و ”رايت مي“ على جائزة إيلي لأفضل فيلم قصير ضمن فقرة ”أسبوعي المخرجين“ في مهرجان كان السينمائي. و تم ترشيح فيلم ”اللعنة “لجائزة الأكاديمية البريطانية لفنون الأفلام والتلفزيون كما تم عرض فيلميه القصيرين في مهرجان صندانس.

## من أعماله
- 2022: «Les damnés ne pleurent pas».
- 2019: «Lynn + Lucy».
- 2015: «Rate Me».
- 2012: «The Curse».

## الجوائز
- جائزة إيلي لأفضل فيلم قصير في مهرجان كان السينمائي.

## وصلات خارجية
فيصل بوليفة على موقع IMDb (الإنجليزية)
- فيصل بوليفة على موقع ألو سيني (الفرنسية)
- فيصل بوليفة على موقع قاعدة بيانات الفيلم (الإنجليزية)